# TomeRaider
TomeRaider es un lector de bases de datos de texto para PDA y Microsoft Windows desarrollado por Yadabyte.
TomeRaider es shareware. Hay versiones para Pocket PC, Palm OS, EPOC y Windows. La última versión es la 3, que incluye compatibilidad con categorías de imágenes, búsqueda y compresión. Admite HTML en el Pocket PC y en un menor grado en la última versión para Palm, donde las tablas HTML y el Unicode no funcionan todavía. No hay diferencia entre los archivos .tr3 y los archivos para Palm - los usuarios pueden renombrar los archivos a .pdb y subirlos en la Palm. El formato comprime los archivos de texto hasta un 45%-60% del tamaño original.